# Canton de Vitry-le-François-Ouest
Le canton de Vitry-le-François-Ouest était une division administrative française située dans le département de la Marne et la région Champagne-Ardenne. Il disparaît en 2015 au profit du canton de Vitry-le-François-Champagne et Der.

## Administration
| Période | Période      | Identité           | Étiquette    | Qualité |
| ------- | ------------ | ------------------ | ------------ | --- |
| 1973    | 1998         | Jean Bernard       | UDR puis RPR | Vétérinaire Député (1978-1981) Sénateur (1992-2001) Maire de Vitry-le-François (1971-1989) Ancien conseiller général du Canton de Vitry-le-François |
| 1998    | 2004         | Jacques Charollais | PS           | Principal de collège Conseiller municipal de Vitry-le-François                                                                                      |
| 2004    | 2007 (décès) | Jean-Luc Mathieu   | PS           | Maire de Loisy-sur-Marne (1989-2007) |
| 2007    | 2015         | Thierry Mouton     | PS           | Cadre de la fonction publique Adjoint au Maire de Vitry-le-François                                                                                 |

## Composition
Le canton de Vitry-le-François-Ouest se compose d’une fraction de la commune de Vitry-le-François et de neuf autres communes. Il compte 13 095 habitants (population municipale) au 1er janvier 2012.
| Nom                           | Code Insee | Intercommunalité           | Population (dernière pop. légale)              |
| ----------------------------- | ---------- | -------------------------- | ---------------------------------------------- |
| Vitry-le-François (chef-lieu) | 51649      | CC Vitry, Champagne et Der | Fraction : 9 153(2012) Commune : 13 144 (2014) |
| Blacy                         | 51065      | CC Vitry, Champagne et Der | 664 (2014)                                     |
| Courdemanges                  | 51184      | CC Vitry, Champagne et Der | 394 (2014)                                     |
| Drouilly                      | 51220      | CC Vitry, Champagne et Der | 136 (2014)                                     |
| Glannes                       | 51275      | CC Vitry, Champagne et Der | 193 (2014)                                     |
| Huiron                        | 51295      | CC Vitry, Champagne et Der | 302 (2014)                                     |
| Loisy-sur-Marne               | 51328      | CC Vitry, Champagne et Der | 1 085 (2014)                                   |
| Maisons-en-Champagne          | 51340      | CC Vitry, Champagne et Der | 524 (2014)                                     |
| Pringy                        | 51446      | CC Vitry, Champagne et Der | 405 (2014)                                     |
| Songy                         | 51552      | CC Vitry, Champagne et Der | 268 (2014)                                     |

## Démographie
| 1962 | 1968 | 1975 | 1982 | 1990 | 1999 | 2009 |
| ---- | ---- | ---- | ---- | ---- | ---- | ---- |
| -    | -    | -    | -    | -    | -    | -    |